# Río Drawa
El río Drawa (en polaco: Drawa; en alemán: Drage) es un corto río de Polonia de la vertiente del mar Báltico, parte de la cuenca del río Oder. Tiene una longitud de  192 km, drena una cuenca de  3291 km² y tiene un caudal de  19 m³/s, con una pendiente media del 0,61%. El Drawa comienza su curso en el lago Krzywe y desemboca, por la margen derecha, en el río Noteć, aguas abajo de Krzyż Wielkopolski. El Drawa es el segundo mayor afluente del Noteć y es el río más largo de Pojezierze Drawskie.

El río atraviesa el parque nacional del Drawa y es también un popular sendero acuático.

## Geografía
El Drawa atraviesa regiones como Pojezierze Drawskie, Równina Drawska y, en parte, cerca de Pojezierze Wałeckie y Kotlina Gorzowska. La fuente del Drawa se encuentra en la reserva natural Dolina Pięciu Jezior Luego, el río fluye a través del parque paisajístico Drawski, del parque nacional del Drawa y del bosque Drawski.
El tramo desde Czaplinek a la desembocadura en el Noteć se llama Vía de la Plata Karol Wojtyła.

## Afluentes
Los mayores afluentes del Drawa son los ríos Kokna, Korytnica, Mierzęcka Struga, Płociczna, Pokrętna, Słopica y Wąsowa; además de los arroyos Bagnica, Drawsko, Drawka, Głęboka, Miedzniki, Moczel, Pełknica, Radówka, Sitna, Studzienica, el Sucha, Szczuczna y Wilżnica.
Un canal, el Prostynia, desemboca en el Drawa.

## Lagos
El Drawa fluye a través de muchos lagos. En la parte alta, se encuentran el Górne, Krąg, Długie, Głębokie y Male; más abajo, se encuentran los lagos Prosino, Żerdno, el lago Drawsko , Rzepowskie, Lubie, Krosino, Wielkie y Małe Dębno .

## Localidades
- Czaplinek
- Złocieniec
- Drawsko Pomorskie
- Prostynia
- Drawno
- Stare Osieczno
- Przedborowo
- Krzyż Wielkopolski

## Flora y fauna
El río es el hogar de más de treinta especies de peces, como el Rutilus, la perca, el gobio, el cacho europeo, la lota, la trucha, el tímalo y el barbo. El río es también un lugar de vida de los especímenes raros: trucha de mar, foxino, y vimba vimba.
El Drawa también alberga algas rojas, esponjas, spargania y potamogeton.

## Historia
Desde el siglo XIV, el río se ha utilizado como ruta de navegación. Desde 1700, el Drawa se ha utilizado para transportar miel de Drawsko a Frankfurt . La navegación del río continuó hasta la Segunda Guerra Mundial .
En 1974, en la ruta del río se fundó la reserva natural del Drawa y en 1990 el parque nacional del Drawa .

## Atracciones
El Drawa fluye cerca de varios edificios históricos. Uno de ellos es el castillo de Drahimski, que se convirtió en museo. El castillo fue construido en 1360 por la Orden de San Juan . También hay búnkeres interesantes cerca del campin en Kotlina. En la ruta de Drawa también se encuentra el castillo de Wedel, del siglo XIV. En una de las orillas se encuentra Wydrzy Głaz (Moczele). En el tramo del río que va de Lubie a Prostynia, el balsismo y el piragüismo están prohibidos porque en esa zona se encuentra el campo de entrenamiento de Drawski.